# 글래디에이터: 바이킹과의 전쟁
《글래디에이터: 바이킹과의 전쟁》(A Viking Saga: The Darkest Day)은 영국에서 제작된 크리스 크로우 감독의 2013년 액션, 모험, 스릴러 영화이다. 리처드 엘핀 등이 주연으로 출연하였다.

## 출연

### 주연
- 리처드 엘핀
- 마크 루이스 존스

### 조연
- 휴 가몬
- 크리스토퍼 갓윈
- 게리 메버스
- 조슈아 리차드
- 제이슨 메이